# Migdal, Israel
Migdal (ebraică מגדל) este o așezare situată pe locul vechii cetăți Magdala, la nord-vest de lacul Genezaret (în ebraică Kineret כנרת, "harpă") din Galileea, în nordul Israelului.